# ناتانیل لیون
ناتانیل لیون (انگلیسی: Nathaniel Lyon; ۱۴ ژوئیهٔ ۱۸۱۸ – ۱۰ اوت ۱۸۶۱) فرد نظامی اهل ایالات متحده آمریکا بود.